# Liqui Moly
Liqui Moly GmbH es una empresa alemana especializada en la producción de aceites, lubricantes y aditivos para automóviles. Desde el 1 de enero de 2018, Liqui Moly forma parte del Grupo Würth, que adquirió el resto de las acciones del antiguo propietario mayoritario y consejero delegado Ernst Prost, quien pasó a ejercer como director general de Liqui Moly. La empresa, fundada en 1957 y con sede en Ulm, Alemania, contaba con 835 empleados en 2017 y tenía un volumen de negocios anual de 532 millones de euros.